# Ateş (Album)
Ateş (tr. für: „Feuer“) ist das elfte Studioalbum von Demet Akalın. Es erschien am 18. April 2019 vom Label DMC und ist nach dem gleichnamigen Song benannt.

## Hintergrund
Nachdem das letzte Studioalbum unter dem Titel Rakipsiz veröffentlicht worden war, gab Akalın während eines Konzerts im Bostancı Show Center im Oktober 2018 bekannt, an Aufnahmen für ein neues Album zu arbeiten. Später kündigte der Produzent Samsun Demir via Twitter und Facebook an, dass das Album im Frühjahr 2019 herausgebracht werden soll. Als Veröffentlichungstermin gaben Demir und Akalın den 18. April 2019 an.

## Promotion und Veröffentlichung
Akalın ließ sich für das Album mehrfach von Erman İştahali fotografieren. Der Grafiker Ahmet Terzioğlu war für den Entwurf des Covers verantwortlich.
Das Coverbild teilte sie wenige Tage darauf in sozialen Netzwerken, darunter Instagram, Facebook und Twitter. Am 27. Februar 2019 erschien auf YouTube ein fünfminütiger Teaser zum neuen Album. Darin sind u. a. Musikaufnahmen im Tonstudio von Samsun Demir zu sehen. Für die Werbung ihres neuen Studioalbums trat Akalın im Sommer 2019 auf zahlreichen Konzerten in verschiedenen Städten der Türkei auf.
Das neue Album mit dem Titel Ateş erschien offiziell am 18. April 2019 in der Türkei. In anderen Ländern wie den USA und Deutschland war das Album auf Deezer und Spotify ab dem 23. April erhältlich.

## Rezeption
Das Album erhielt überwiegend positive Kritiken. So schrieb Mayk Şişman von der Zeitschrift Milliyet: „Demet Akalın schlug mit ihrem neuen Album Ateş eine neue Kurve. Für jemanden wie sie, der kein Risiko eingehen will, ist es vielleicht das richtige, den geschaffenen Weg zu gehen. Bei ihren früheren Liedern, die teilweise mit mäßiger Kritik in Verbindung stehen, ist es vielleicht gerade jetzt wichtig, einen neuen Klang auszuprobieren.“ Furkan Can Hakan von derselben Zeitung beschrieb Akalın als „eine weibliche Gesangsstimme, die den türkischen Musikmarkt leitet“ und er sieht in ihr „einen dynamischen und lebendigen Künstler, der offen für neue Innovationen ist.“ Der Kritiker Yavuz Hakan Tok bewertete das Album ebenfalls positiv und sagte: „Es wird nicht geliebt? Es wird nicht angehört? Es wird beides; geliebt und angehört!“ Aufgrund des Anfangs befände sich Akalın „zwischen Liedern des Pop und Arabesque.“ Özlem Avcı von der Zeitschrift Sabah beschrieb Akalı als eine der „wichtigsten Produzentinnen in der Musikbranche“ und lobte ihre Fähigkeit, „passende Lieder, die für ihre Stimme geeignet sind, auszuwählen.“

## Inhalt und musikalische Struktur
Ateş beinhaltet fünfzehn Lieder und hat eine Laufzeit von insgesamt 53 Minuten und 19 Sekunden. Wie auch das Vorgängeralbum Rakipsiz enthält das neue Album Ateş weder eine oder mehrere Remixversion(en) von Liedern, noch einen oder mehrere Bonustrack(s). Alle Songs gehören zum Stil des Pop; es sind aber auch Elemente von Dance-Pop enthalten. Akalın singt in ihren Liedern über Liebe, Trennung, Schmerz und auch über das Sterben und den Tod. Während der Erstellung des Albums arbeitet Akalın mit zahlreichen Produzenten und Songwritern zusammen, darunter Sıla Gençoğlu, Tan Taşçı, Ayla Çelik, Hakkı Yalçın, Cansu Kurtçu und Murat Güneş. Sıla Gençoğlu, die selbst als Sängerin und Liedschreiberin tätig ist, schrieb für Bizi Buluyor die Songtexte und spielte neben Efe Bahadır auch die Musik ein.

## Singleauskopplungen
Die Lead-Single N'apıyorsan Yap und das dazugehörige Musikvideo erschien am 19. April 2019. Komponiert und geschrieben wurde sie von Tan Taşçı. Der Regisseur und Fotograf Nihat Odabaşı übernahm die Dreharbeiten zum Video. Die zweite Auskopplung wurde am 9. Mai unter dem Titel Ağlar O Deli veröffentlicht. Geschrieben und produziert wurde das Lied von Ayla Çelik und Serdar Aslan; Nihat Odabaşı führte die Regie zum Musikvideo. Als dritte Single erschien der Song Esiyor am 26. Juni, welcher wiederum von Ayla Çelik sowie Şebnem Sungur, Gökhan Tepe und Serdar Aslan eingespielt und geschrieben worden war. Die Regie des Videos zum Lied leitete Tamer Aydoğdu. Die vierte und letzte Singleauskopplung wurde unter dem Titel Yekten am 10. Oktober herausgegeben. Akalın singt dabei im Duett mit dem Sänger Haktan. Die Liedtexte stammen von Öze Bade Derinöz. Für das Arrangement des Songs trug Erhan Bayrak die Verantwortung; Tamer Aydoğdu übernahm die Dreharbeiten.

## Titelliste
| #   | Titel                 | Songschreiber                                        | Produzent                  | Länge |
| --- | --------------------- | ---------------------------------------------------- | -------------------------- | ----- |
| 1.  | N'apıyorsan Yap       | Tan Taşçı                                            | Tan Taşçı                  | 2:53  |
| 2.  | Geberesice            | Derya Bedavacı                                       | Derya Bedeavacı            | 3:15  |
| 3.  | Esiyor                | Ayla Çelik, Şebnem Sungur, Gökhan Tepe, Serdar Aslan | Ayla Çelik, Gökhan Tepe    | 3:31  |
| 4.  | Ağlar O Deli          | Hakkı Yalçın                                         | Ayla Çelik, Serdar Aslan   | 3:45  |
| 5.  | Bizi Buluyor          | Sıla Gençoğlu                                        | Sıla Gençoğlu, Efe Bahadır | 3:44  |
| 6.  | Yekten (feat. Haktan) | Öze Bade Derinöz                                     | Öze Bade Derinöz           | 3:24  |
| 7.  | Kader                 | Şebnem Sungur                                        | Ayla Çelik, Serdar Aslan   | 3:47  |
| 8.  | Marlin                | Ayla Çelik                                           | Ayla Çelik                 | 3:51  |
| 9.  | Ateş                  | Hakkı Yalçın                                         | Ayla Çelik, Serdar Aslan   | 3:39  |
| 10. | Söz                   | Hakkı Yalçın                                         | Ayla Çelik, Serdar Aslan   | 3:50  |
| 11. | Alâ                   | Cansu Kurtçu                                         | Cansu Kurtçu               | 3:08  |
| 12. | 2'den Sonra           | Cansu Kurtçu                                         | Cansu Kurtçu               | 3:33  |
| 13. | Minik                 | Murat Güneş                                          | Murat Güneş                | 3:23  |
| 14. | Ödül                  | Şebnem Sungur, Ayla Çelik                            | Ayla Çelik, Serdar Aslan   | 3:28  |
| 15. | Bir Demet             | Emirkan Yıldız, Ebru Polat                           | Emirkan Yıldız             | 4:07  |

## Chartplatzierungen
| ChartsChartplatzierungen | Höchstplatzierung | Wochen |
| ------------------------ | ----------------- | ------ |
| Türkei (D&R)             | 1                 |        |

## Verkaufszahlen
Ateş wurde nach der Veröffentlichung ein kommerzieller Erfolg und verzeichnet bisher etwa 50.000 verkaufte Einheiten.
| Land/Region     | Auszeichnungen für Musikverkäufe (Land/Region, Auszeichnung, Verkäufe) | Verkäufe |
| --------------- | ---------------------------------------------------------------------- | -------- |
| Türkei (Mü-YAP) | Gold                                                                   | 50.000   |

## Veröffentlichungen
| Land     | Datum          | Format       | Label               |
| -------- | -------------- | ------------ | ------------------- |
| Türkei   | 18. April 2019 | CD, Download | Doğan Music Company |
| Weltweit | 23. April 2019 | CD, Download | Doğan Music Company |